# Sara Skyttedal
Sara Magdalena Skyttedal Dihang, född 6 augusti 1986 i Tyresö församling i Stockholms län, är en svensk politiker, som tidigare representerade Kristdemokraterna (KD). 
Skyttedal var förbundsordförande för Kristdemokratiska ungdomsförbundet (KDU) åren 2013–2016, och därefter kommunalråd i Linköping åren 2016–2019. Åren 2011–2015 var hon även vice ordförande för Europeiska folkpartiets ungdomsförbund (YEPP).
Hon var ledamot av Europaparlamentet 2019–2024. I februari 2024 lämnade hon KD och var därefter politisk vilde i Europaparlamentet. Hon satt i partistyrelsen för KD fram till dess att hon lämnade partiet. I april 2024 lanserade hon det nya partiet Folklistan.
Skyttedal har studerat statsvetenskap och nationalekonomi vid Stockholms universitet, samt retorik och idéhistoria vid Södertörns högskola.

## Biografi
Skyttedal är uppvuxen i en lägenhet i miljonprogramsområdet Brandbergen i Haninge kommun, söder om Stockholm. Föräldrarna skilde sig när hon var tio år gammal, och fadern flyttade utomlands. Modern arbetade som dagbarnvårdare, men var i perioder arbetslös och i perioder sjukskriven. Skyttedal har beskrivit sig som mycket introvert i tonåren och att hon hade social fobi, men i takt med sitt politiska engagemang kom hon över detta.
Under gymnasietiden arbetade hon som städerska på Finlandsbåtarna. Hon har även arbetat som spinninginstruktör på gymkedjan SATS.
Skyttedal bedrev akademiska studier i statsvetenskap (60 hp) och nationalekonomi (30 hp) vid Stockholms universitet åren 2007–2010 vid sidan om politiska uppdrag. Hon avlade dock inte någon examen. Hon studerade även kurser i historia, offentlig rätt och retorik vid Södertörns högskola åren 2006–2007.

## Politisk karriär

### Tidig karriär
Skyttedal blev medlem i Kristdemokraterna och dess ungdomsförbund KDU i september 2002, då hon var 16 år gammal. Hon lockades av politiken för fler poliser och hårdare straff, sett till hennes uppväxt i Brandbergen med hög kriminalitet. Hon säger sig även ha tilltalats av partiets familjepolitik och att kärnfamiljen var en vacker dröm för henne som ett skilsmässobarn.
I mars 2004 blev Skyttedal lokalavdelningsordförande för KDU i Haninge och ombudsman för KDU:s distriktsavdelning i Stockholms län. År 2007 blev hon 1:e vice ordförande i gymnasie- och vuxenutbildningsnämnden i Haninge kommun, samt nämndeman i Södertörns tingsrätt fram till 2010. Åren 2007–2011 var hon även förbundsstyrelseledamot i KDU. Från maj 2011 till maj 2015 var hon vice ordförande för Europeiska folkpartiets ungdomsförbund (YEPP). Under 2012 arbetade hon för tankesmedjan Timbro.
I valet 2010 valdes hon in som ersättare i kommunfullmäktige i Haninge, ett uppdrag som hon dock entledigades ifrån redan 2011, då hon flyttade från kommunen. I Europaparlamentsvalen 2009 och 2014 var hon en av KD:s kandidater och i valet 2010 kandiderade hon för KD i Stockholms län. Hon har även bott i Växjö och kandiderade för KD i Kronoberg i valet 2014.

### KDU-ordförande

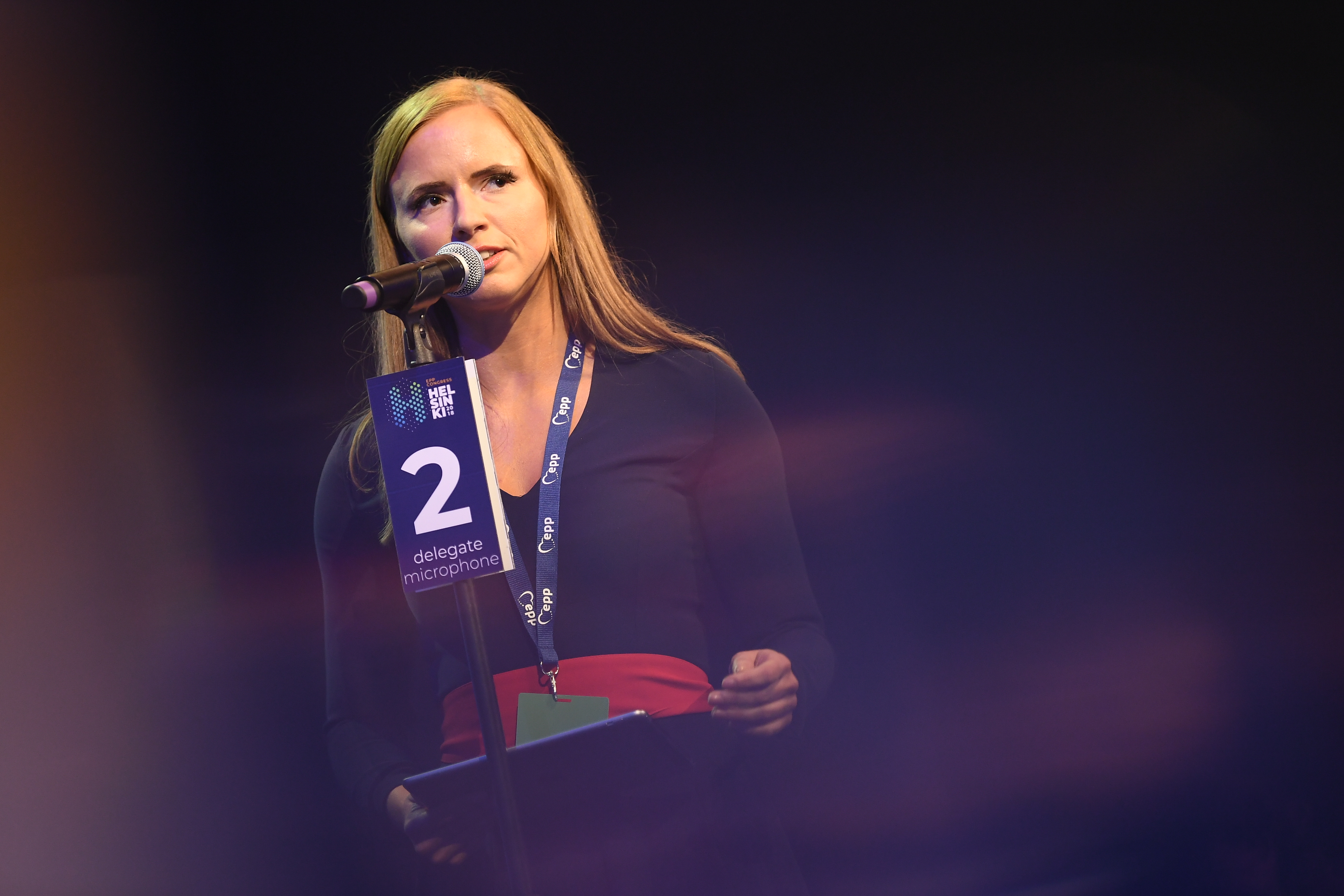
Skyttedal håller tal under den europeiska partigruppen EPP:s kongress i Helsingfors i november 2018.

Den 11 maj 2013 valdes Skyttedal till förbundsordförande för KDU. I samband med detta blev hon också ledamot i KD:s partistyrelse. Inom KDU ansågs hon under de tidigare falangstriderna ha tillhört den så kallade högerfalangen. På den politiska arenan har hon förknippats med frågor såsom höjda straff för vålds- och sexualbrottslingar, EU-politik och jämställdhetspolitik. Under valrörelsen i augusti 2014 skrev Skyttedal en uppmärksammad artikel om migrationspolitik på DN Debatt där hon förde fram att det fanns en gräns för hur många asylsökande som Sverige kan ta emot på kort sikt. Kritik mot denna artikel kom från många håll och gick ofta ut på att det vore inhumant att snäva in på asylrätten, och att bostadsbristen kunde lösas genom att tvinga kommunerna att lösa den.
Redan samma dag som Decemberöverenskommelsen offentliggjordes 2014 uttryckte Skyttedal kritik mot den och KDU tog ställning under våren 2015 att de ville riva upp överenskommelsen. Under KD:s riksting i oktober 2015 var Skyttedal en framträdande kritiker till uppgörelsen, vilken rikstinget kom att rösta för att lämna. Hon blev omtalad för att ha firat med champagne efteråt.
I juli 2016 meddelade Skyttedal att hon skulle avgå som ordförande för KDU vid höstens riksmöte. Hon avgick den 30 oktober 2016, och efterträddes av Christian Carlsson.

### Kommunalråd
Den 1 oktober 2016 tillträdde Skyttedal som kommunalråd i Linköpings kommun, som en del av ett Alliansstyre. Hon var även kommunstyrelsens förste vice ordförande. Hon avgick den 2 juli 2019 efter att ha valts till Europaparlamentariker. Hon efterträddes av Denisé Cassel.
Skyttedal fick utstå hård kritik efter att januariavtalet slöts då hon kallade Annie Lööf och Centerpartiet för quislingar i en tweet. Partiledaren Ebba Busch tog avstånd från detta och menade var "ett olämpligt ordval".
I januari 2018 gjorde Skyttedal ett uppmärksammat uttalande om att vi bör flyga mer för att värna klimatet och skapa bättre förutsättningar för flygbolagen att investera i grön teknik. Hon fick en hel del kritik från vänsterhåll och uttalandet väckte stor debatt på sociala medier.

### Europaparlamentet

#### EU-valet 2019

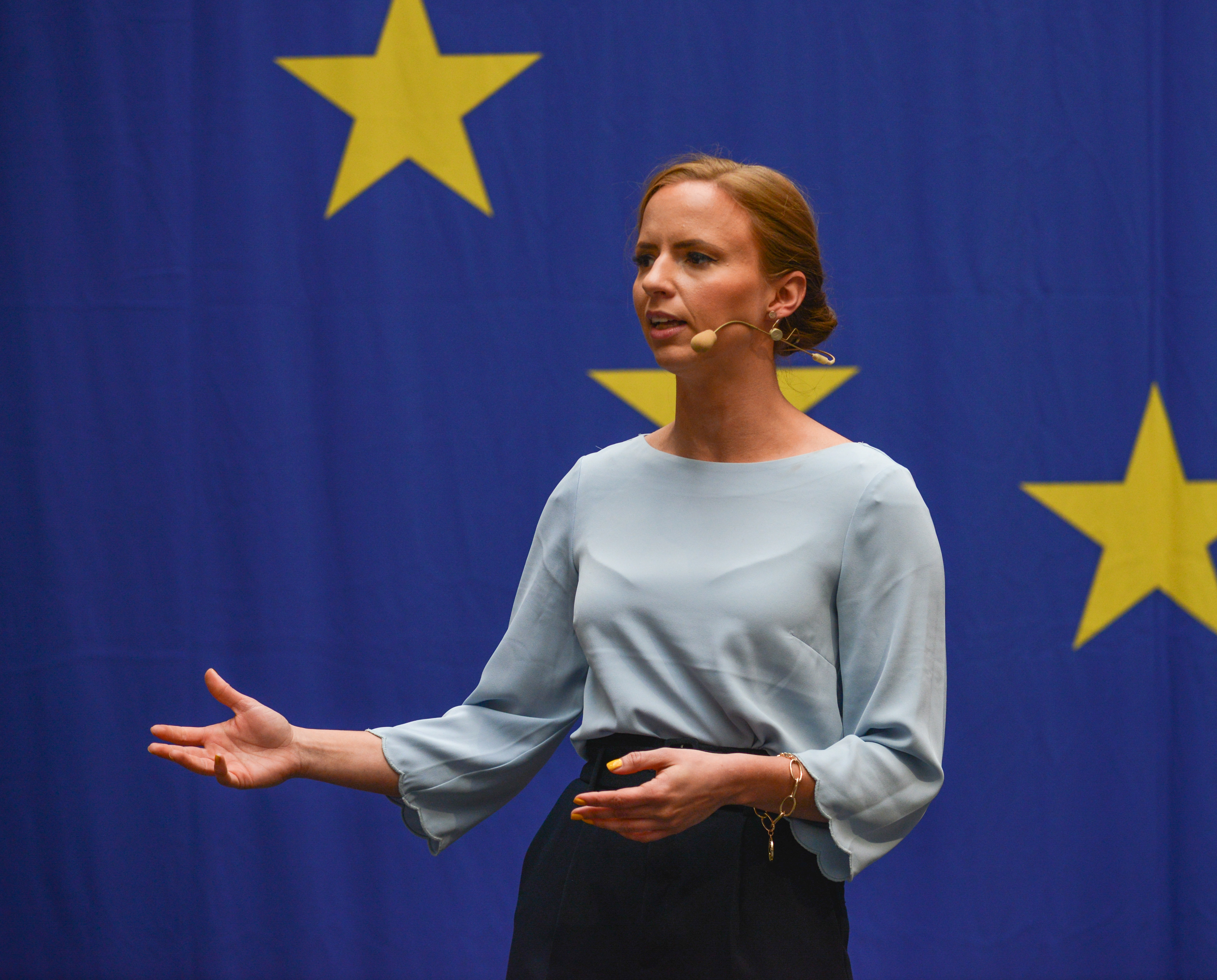
Sara Skyttedal kampanjar på Centralen i Stockholm inför EU-valet 2019.

Skyttedal var KD:s toppkandidat i Europaparlamentsvalet 2019. Hon kampanjade under sloganen ”Make EU lagom again”. Hon drev bland annat ett motstånd mot införandet av en social pelare i samarbetet där frågor som föräldraförsäkring och minimilöner hamnar på EU-nivå, för subsidiaritetsprincipen och mot ökad överstatlighet.
Hon var den enskilda politiker som fick flest privata bidrag till sin kampanj.
Hon valdes in som Europaparlamentariker (som en av två ledamöter från KD, den andra var David Lega) efter att KD fått 8,6 procent av rösterna i valet, vilket var KD:s bästa resultat någonsin i ett Europaparlamentsval.

#### Parlamentariker
Skyttedal ingick i partigruppen EPP för kristdemokrater och liberalkonservativa. Den 26 september 2019 valdes hon till ordförande för Irakdelegationen, som har hand om EU:s relationer med Irak. Hon blev därmed den första svenska kristdemokraten som erhållit en ordförandepost i Europaparlamentet.
I Europaparlamentet satt hon också i flera utskott. Hon var ordinarie ledamot i industriutskottet (ITRE) där hon arbetade med energifrågor, forskningsfrågor och allmänt sådana frågor som rör lagstiftning kring industri på den inre marknaden. I detta utskott var hon vice gruppledare för Europeiska folkpartiet. Från mars 2021 var hon även ledamot i utskottet för medborgerliga fri- och rättigheter samt rättsliga och inrikes frågor (LIBE) där hon bland annat arbetade med migrationsfrågor. Hon var också suppleant i utskottet för sysselsättning och sociala frågor (EMPL) och delegationen för förbindelserna med Maghrebländerna och Arabiska Maghrebunionen, inklusive de gemensamma parlamentarikerkommittéerna EU–Marocko, EU–Tunisien och EU–Algeriet.
Hon drev i parlamentet bland annat ett förbättrat europeiskt utbyte med Israel och ett fungerande europeiskt försvarssamarbete. Hon engagerade sig också för vapenägarnas situation.
I november 2019 erbjöd hon sig köpa en flygbiljett åt Greta Thunberg, som på Twitter hade efterfrågat ett miljövänligt sätt att ta sig från USA till klimattoppmötet i Madrid. Uttalandet väckte stor debatt.
Under hösten 2020 var Skyttedal en av fyra parlamentariker i tv-serien Bryssel calling som sändes på Sveriges Television. I serien fick man följa parlamentarikernas arbete under det första året av mandatperioden.
Skyttedal skrev i december 2022 en debattartikel där hon förespråkade avkriminalisering av droganvändning och legalisering av cannabis. Senare berättade hon att hon själv använt cannabis vid "en handfull tillfällen". Dessa uttalanden var kontroversiella inom Kristdemokraterna och ledde till kritik från partiledare Ebba Busch.

#### EU-valet 2024
Efter att Sara Skyttedal blivit besegrad av David Lega i Kristdemokraternas provval inför Europaparlamentsvalet 2024, föreslog nomineringskommittén Lega som förstanamn på valsedeln. Skyttedal drog då till en början tillbaka sin kandidatur, men ändrade sig senare och kandiderade mot Lega. Den 13 oktober 2023 valde partifullmäktige Skyttedal som förstanamn på valsedeln i en omröstning där hon fick 43 röster mot 33 för Lega. Den 19 januari 2024 petade Kristdemokraternas partistyrelse henne dock från valsedeln, efter att ha fått information om att Skyttedal under hösten 2023 haft kontakter med Sverigedemokraterna där hon erbjudit sig att kandidera för partiet. Skyttedal nekade till detta och menade att hennes kontakter med Sverigedemokraterna varit "informella" och "förutsättningslösa". Den nya kristdemokratiska toppkandidaten blev Alice Teodorescu Måwe. 
I februari 2024 lämnade Skyttedal Kristdemokraterna och blev politisk vilde i Europaparlamentet. I april 2024 lanserade hon det nybildade partiet Folklistan tillsammans med Jan Emanuel. Hon kandiderade på andra plats på partiets valsedel i Europaparlamentsvalet, men förlorade sin plats i parlamentet då Folklistan blev utan mandat.

## Övrigt
Skyttedal deltog 2006 i tävlingen Fröken Sverige. Hon var en av de 15 slutdeltagarna.
Skyttedal är anhängare till republikanerna i USA. Hon var i USA och kampanjade för republikanernas presidentkandidat Mitt Romney i presidentvalet 2012 mot sittande president Barack Obama. Hon deltog även vid republikanernas nationella konvent inför presidentvalet 2016. Under republikanernas primärval 2016 gav hon sitt stöd till Marco Rubio.
Hon har beskrivit Ronald Reagan och Margaret Thatcher som sina politiska förebilder.
Skyttedal är praktiserande katolik.
Skyttedal gifte sig 2023 med Jimmy Dihang och heter numera Skyttedal Dihang i efternamn.